# Charlotte Klein
Charlotte Bolette Klein (født 29. oktober 1834 i Helsingør, død 9. marts 1915 på Frederiksberg) var en dansk forstander og kvindesagsforkæmper. Datter af købmand Simon Unna (1792-1852) og Johanne Marie Schrøder (1800-77).
Charlotte Klein var engageret i kvindesagen allerede fra en ung alder, hvilket hun fortsat var efter hun blev gift med arkitekten Vilhelm Klein i 1866. I 1871 blev hun medlem af det nystiftede Dansk Kvindesamfund, og da Kvindelig Læseforening blev stiftet i 1872, og frem til 1874, var Charlotte Klein foreningens første formand.
I 1876 var Charlotte og Vilhelm Klein stifter af og forstander for Tegneskolen for Kvinder. Ved skolen 25-års jubilæum i 1901 modtog hun Fortjenstmedaljen i guld.
Charlotte og Vilhelm Klein var barnløse, men tog sig særligt af Sophy Christensen (1867 - 1955), der anses som Danmarks første kvindelige møbelsnedker.